# Alocasia odora
Alocasia odora, thường được gọi là ráy Bắc bộ, là loài thực vật có hoa nguồn gốc Đông Nam Á và Đông Á. Loài ráy Bắc bộ có thể được dùng như một loại thảo dược để điều trị cảm lạnh thông thường ở miền Bắc Việt Nam.
Trong thành phần hóa học của cây có chứa các tinh thể oxalat calci dễ gây ngộ độc, do vậy cần cẩn trọng trong việc sử dụng thực phẩm. Ở Nhật Bản đã có ghi nhận một số trường hợp ngộ độc do ăn tình cờ sử dụng loài này làm thực phẩm. Bộ Y tế - Lao động và Phúc lợi Nhật Bản khuyến cáo không sử dụng loài này làm thực phẩm, họ cũng khuyến cáo về những nhầm lẫn giữa ráy Bắc bộ và dọc mùng hoặc khoai môn.

## Hình ảnh

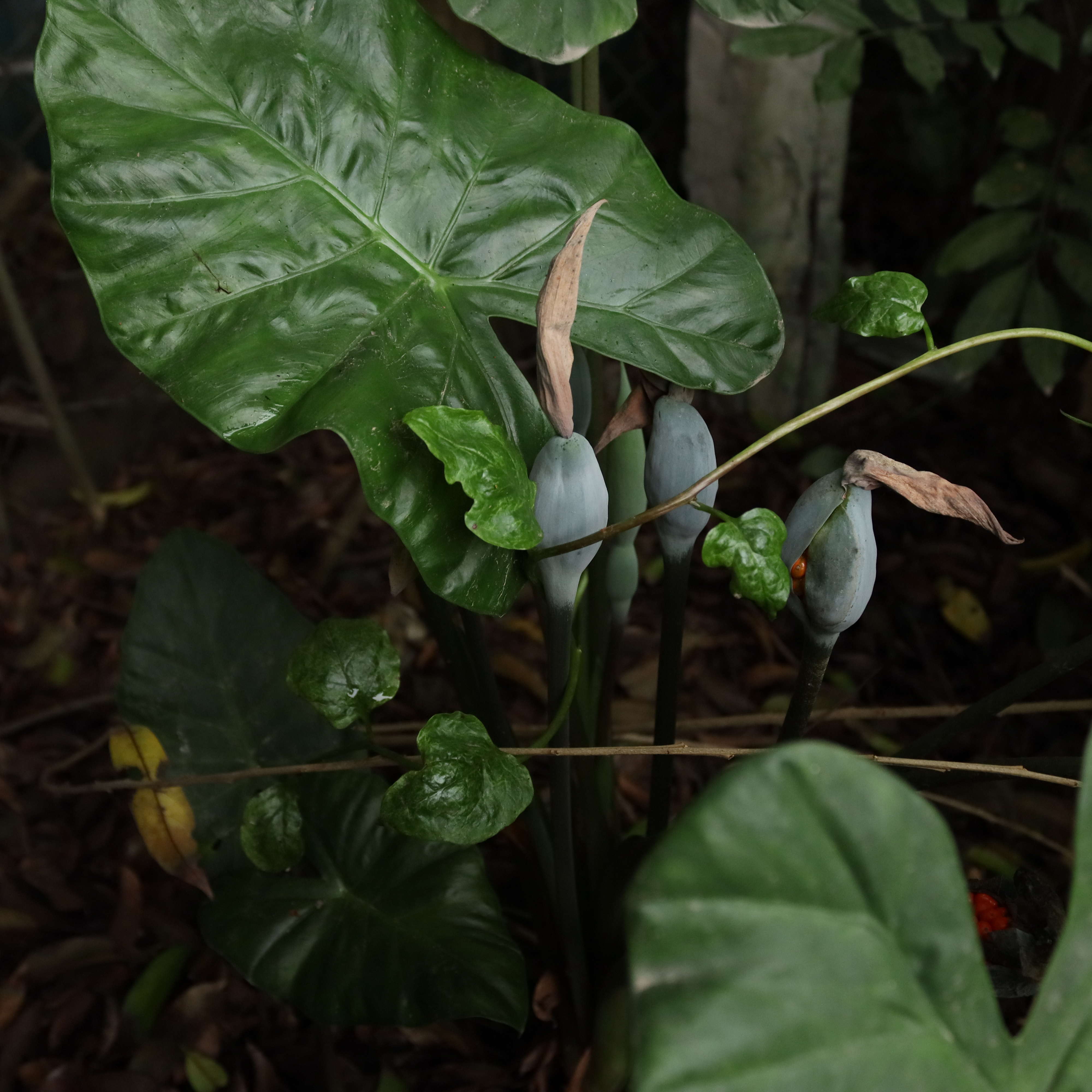
Hoa cây ráy sau khi tàn
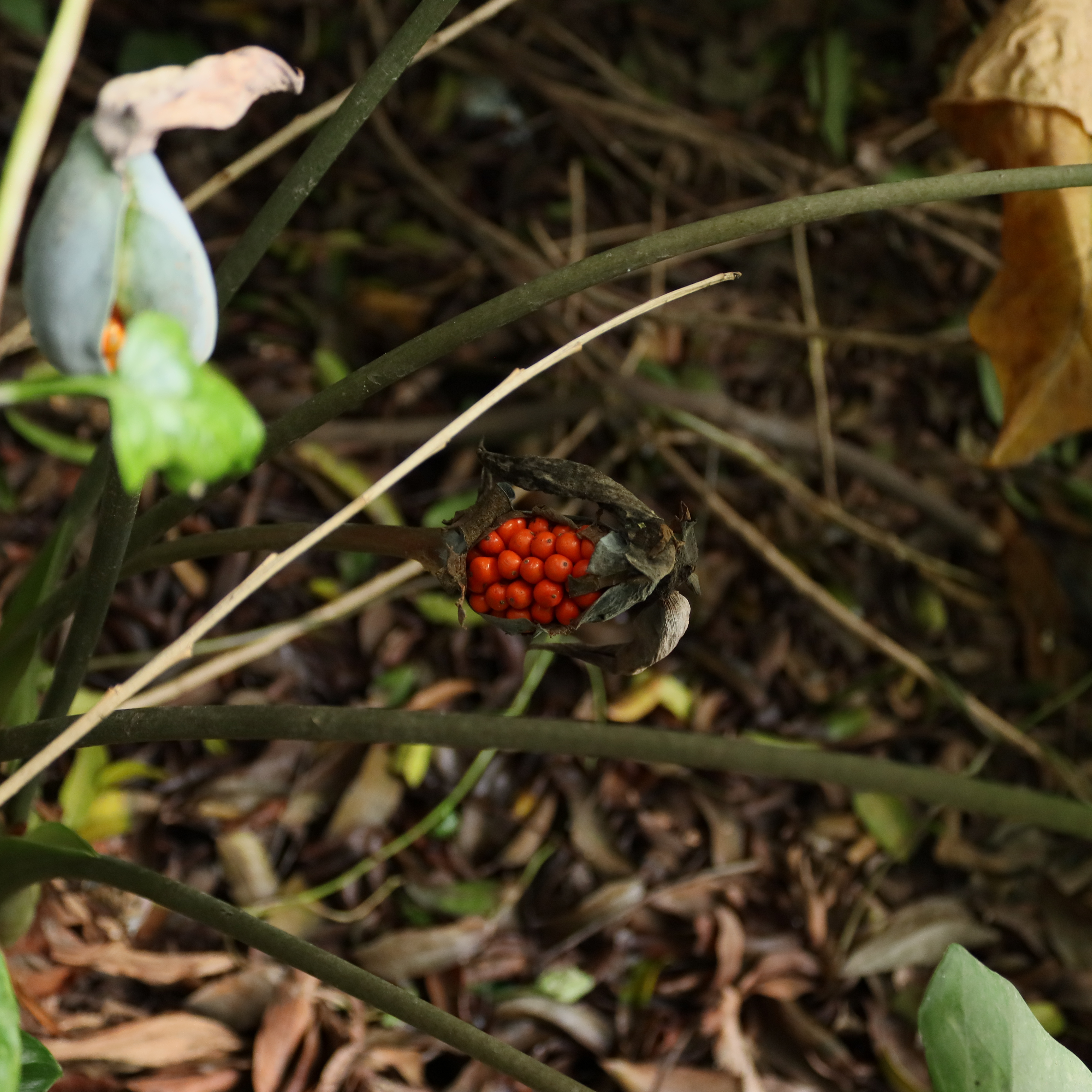
Quả có màu cam đậm